# Pluralismus (Philosophie)
Als Pluralismus bezeichnet man in der Philosophie Positionen, die eine Vielzahl grundlegender und irreduzibler Ebenen oder Erkenntnisformen in der Welt annehmen. Pluralismen unterscheiden sich damit zum einen von monistischen Theorien, wie etwa dem Physikalismus, der die Ebene des physischen Geschehens für die einzig grundlegende hält. Pluralistische Theorien unterscheiden sich jedoch auch vom Dualismus, der von zwei grundlegenden Ebenen ausgeht – dem Physischen und dem Geistigen bzw. Mentalen.
Pluralistische Theorien variieren oft sehr stark in ihren metaphysischen und ontologischen Hintergrundannahmen. Während ontologische Pluralismen eine Vielzahl von grundlegenden Entitäten in der Welt postulieren, lehnen relativistische Pluralismen die Idee einer Ontologie ab und behaupten eine Vielzahl von Beschreibungssystemen oder Sprachspielen. „Pluralismus“ kann daher in der Philosophie nicht als eine einheitliche Position wahrgenommen werden.

## Logischer Pluralismus
Immanuel Kant äußerte sich zum Pluralismus: „Der logische Egoist hält es für unnötig, sein Urteil auch am Verstande Anderer zu prüfen; gleich als ob er dieses Probiersteins (criterium veritatis externum) gar nicht bedürfe.“ „Dem Egoismus kann nur der Pluralismus entgegengesetzt werden, das ist die Denkungsart: sich nicht als die ganze Welt in seinem Selbst befassend, sondern als bloßen Weltbürger zu betrachten und zu verhalten.“  „Wenn man seine Einsichten mit denjenigen anderer vergleicht und aus dem Verhältnis der Übereinstimmung mit anderer Vernunft die Wahrheit entscheidet, ist das der logische Pluralismus.“ Kant bezeichnet einen einseitigen Gelehrten als Zyklopen. „Er ist ein Egoist der Wissenschaft, und es ist ihm noch ein Auge nötig, welches macht, dass er seinen Gegenstand noch aus dem Gesichtspunkte anderer Menschen ansieht …“

## Ontologischer Pluralismus
Ontologische Pluralismen zeichnen sich durch die Annahme einer Vielzahl von grundlegenden Entitäten aus. Sie erklären, dass es nicht nur grundlegende physische Objekte, Eigenschaften und Ereignisse gebe. Vielmehr existierten in der Welt zahlreiche nichtphysische Entitäten, etwa Bewusstsein, Zahlen, Bedeutungen, moralische oder ästhetische Eigenschaften. Eine moderne Form des ontologischen Pluralismus findet sich etwa bei dem Wissenschaftstheoretiker John Dupré. Vergleichbar sind auch Theorien der „starken Emergenz“.
Gegen eine solche inflationäre Ontologie wird oft mit Ockhams Rasiermesser argumentiert. Unter „Ockhams Rasiermesser“ versteht man das Prinzip ontologischer Sparsamkeit, das besagt, dass man möglichst wenige grundlegende Entitäten postulieren soll. Ontologische Pluralisten können gegen diesen Einwand anführen, dass Ockhams Rasiermesser nur anwendbar ist, wenn ontologisch sparsamere Alternativen zur Verfügung stehen, die das gleiche Erklärungspotential haben. Dies sei jedoch nicht der Fall, da monistische oder dualistische Theorien der Existenz zahlreicher Entitäten nicht gerecht werden könnten.
Ein weiterer Einwand gegen ontologische Pluralismen lautet, dass dieselben Schwierigkeiten auftreten wie beim Dualismus. Gegen den Dualismus wird oft argumentiert, dass er nicht die kausale Wechselwirkung zwischen physischen und mentalen Zuständen erklären kann. Dieses Problem der mentalen Verursachung ist in einer generalisierten Variante auf den Pluralismus anwendbar: Wenn es viele nichtphysische Entitäten gibt, muss man erklären, wo und wie diese auf die physische Welt einwirken. Eine solche Erklärung könne jedoch nicht gegeben werden, da das physische Geschehen immer schon selbst rein physische Ursachen habe, für nichtphysische Kausalität daher gar kein Platz sei. Ontologische Pluralisten reagieren auf diesen Einwand, indem sie argumentieren, dass nicht überall hinreichende physische Ursachen zu finden seien (vergleiche Indeterminismus), oder erklären, dass physische Determiniertheit nicht im Konflikt mit nichtphysischen Ursachen steht.

## Relativistischer Pluralismus
Die Idee eines relativistischen Pluralismus ist eng mit dem Werk Nelson Goodmans verknüpft. Goodman argumentiert in seinem Werk, dass die Idee einer Welt an sich sinnlos sei, da man nicht von den menschlichen Perspektiven abstrahieren und eine Welt jenseits der Perspektiven beschreiben könne. Es gebe vielmehr eine Vielzahl von Perspektiven, etwa die Perspektive der Physik, der Ästhetik oder des Mentalen.
Wenn man jedoch nicht hinter diese einzelnen Perspektiven treten kann, ist auch die Idee einer Welt jenseits menschlicher Perspektiven sinnlos. Man müsse demnach anerkennen, dass jeder Beschreibungsweise eine eigene Welt entspricht. Da diese Welten erst durch den aktiven Sprachgebrauch der Menschen entstehen, kann man von einer Welterzeugung sprechen. Die Überzeugungskraft des relativistischen Pluralismus hängt im Wesentlichen von der Kohärenz des Relativismus ab. Das Postulat mehrerer von Menschen erzeugten Welten wird häufig kritisch hinterfragt.

## Pragmatischer Pluralismus
William James entwickelte die Erkenntnisposition des Pragmatismus gegen die damals verbreiteten idealistischen Positionen. Er möchte der Tatsache der oft widersprüchlichen Erfahrungen gerecht werden und sucht nach praktischen, allgemein überzeugenden Auswegen, denn Pluralismus ist Relativismus, d. h. Verlust an allgemein verbindlicher öffentlicher Rationalität. Deswegen gehören Kompromiss und Vermittlung untrennbar zur Philosophie des Pluralismus. Nicht allein aus dem abstrakten Denken, sondern auch aus der Lebenspraxis sind wichtige Gesichtspunkte zur Würdigung philosophischer Ideen und ihrer Konsequenzen abzuleiten.
Hilary Putnam, der seine Spätphilosophie als „pragmatischen Pluralismus“ und „Begriffspluralismus“ bezeichnet, versucht eine Zwischenposition zwischen ontologischem und relativistischem Pluralismus zu formulieren. Putnam lehnt eine inflationäre Ontologie ab und behauptet, dass man nicht eine Pluralität von grundlegenden Entitäten, sondern eine Vielzahl von Perspektiven annehmen sollte. Allerdings führt diese Perspektivenpluralität laut Putnam nicht zur Erzeugung einer Vielzahl von Welten, wie von Goodman behauptet wird. Vielmehr gibt es nur eine Welt, die in verschiedenen Weisen beschrieben werden kann.

Putnams „Universum“ mit drei Individuen

Putnam versucht diese Position durch das Phänomen der begrifflichen Relativität zu verdeutlichen. Die begriffliche Relativität erörtert Putnam durch folgendes Beispiel: Er fordert dazu auf, sich ein Universum mit drei unteilbaren Individuen vorzustellen (siehe Abbildung). Nun könne man auf die Frage, wie viele Objekte sich in dem Universum befinden, verschiedene Antworten geben. Ist man etwa der Meinung, dass nur Individuen Objekte sind, dann befinden sich im Universum drei Objekte: X1, X2, X3. Behauptet man hingegen, dass auch Konjunktionen von Individuen Objekte darstellen, so gibt es sieben Objekte: X1, X2, X3, X1+X2, X1+X3, X2+X3, X1+X2+X3. Putnam argumentiert, dass es keine richtige Antwort auf die Frage gibt, wie viele Objekte in der Welt wirklich existieren. Die Antwort hängt von der Perspektive bzw. von dem verwendeten Begriffssystem ab. Dabei stehen verschiedene gleichberechtigte Begriffssysteme zur Verfügung.
Nach Putnam zeigt die begriffliche Relativität, dass es verschiedene Perspektiven auf die Welt gibt, die gleichermaßen legitim und grundlegend sind und von denen keine als die eigentliche Beschreibung der Welt gelten kann. Bei dieser Konzeption handelt es sich um einen Pluralismus, da er eine Vielzahl von gleichermaßen grundlegenden Perspektiven impliziert. Dabei steht Putnam allerdings vor der Herausforderung, zeigen zu müssen, dass die Ablehnung einer grundlegenden Perspektive nicht zum grundsätzlichen Relativismus führt.

## Pluralismus als allgemeine Haltung
Pluralismus bedeutet praktisch, Erkennen und Gelten-lassen einer Vielheit, seien es Anschauungen, Religionen und Kulturen, Lebensweisen und Gebräuche. Der Pluralismus von Weltanschauungen bedeutet das Vorhandensein ganz unterschiedlicher politischer oder religiöser Überzeugungen innerhalb einer Ethnie oder eines Staates. Dieses Gelten-lassen der Pluralität kann verschiedene Formen annehmen. Wird das Andere nur tolerant hingenommen, vielleicht als verschieden gesehen, umgedeutet und assimiliert, oder wirklich als ein Anderes erkannt, als gleichberechtigt begriffen und aktiv geschützt. Monismus als Gegenbegriff zum Pluralismus ist die Überzeugung, dass alles aus einem umfassenden Prinzip übernatürlicher oder natürlicher Art abzuleiten, in einem Ganzen zu erklären und zu werten ist: Religion und Staat, Erziehung und Wissenschaft, öffentliches und privates Leben. Es sind Manifestationen des einen Geistes, des einen Gottes, der einen Gesellschaftsidee. In diesem Monismus liegen der Wahrheitsanspruch und die Ausschließlichkeit, die sich zur Intoleranz gegen andere Überzeugungen, zum Dogmatismus und Fundamentalismus und im Extrem zum aggressiven Totalitarismus steigern können. Da in diesem System alle abweichenden Auffassungen als Negation des einen und unbedingt herrschenden Prinzips wirken müssen (siehe Absolutheitsanspruch), besteht kein echter Platz für Freiheitsrechte und Individualismus.
Sandkühler (1996) erläutert: „Nicht nur in der Welt der sozialen Interessen und der Werte, sondern auch in der Welt der Ideen und der Erkenntnis – Weltbilder, Theorien und Wissenschaften eingeschlossen – gibt es den ‚Streit der Kulturen‘, weil Perspektivität ein nicht hintergehbares Apriori, eine allgemeine und notwendige Bedingung von Erfahrung, Erkenntnis und Theoriebildung ist. So stellt sich das Problem der Koexistenz (und der Inkommensurabilität) von Kulturen bereits für die Erkenntnistheorie, und schon hier, vor allem Politischen, geht es um Freiheit und Ordnung, das Einzelne des einzelnen und das allgemeine Gesetz.“ „In der Philosophie und anderen Formen der Weltbildkonstruktion hat sich Pluralismus zwar weitgehend als Selbstverständlichkeit gegen Systemansprüche und Monismen bzw. Dualismen durchgesetzt; er wird aber nur in wenigen Philosophien explizit theoretisch (ontologisch, epistemologisch, methodologisch) begründet.“ ... „Pluralismus ist freilich auch mit der skeptischen Frage konfrontiert, ob er sich nicht zwangsläufig in den Schrecken der Beliebigkeit und des Relativismus verkehrt. Wer die Frage bejaht, sieht im Konzept des Pluralismus die philosophische Steigerung eines alltäglichen Irrationalismus zum ontologischen, epistemologischen und methodologischen anything goes.“
Der Pluralismus ist aus kritisch-rationalistischer Sicht eine allgemeine wissenschaftliche Erkenntnishaltung. Grundsätzlich wird eine Pluralität von Theorien, die wechselseitig in einem Verhältnis der Kritik stehen, akzeptiert und der dogmatische Wahrheitsanspruch jeder einzelnen Theorie zurückgewiesen. „Und wer gegen den Pluralismus ist, sollte wissen, wovon er spricht, und prüfen, ob er wirklich auf all das verzichten will, was er als Antipluralist ablehnen zu müssen glaubt.“